# Tom Kimber-Smith

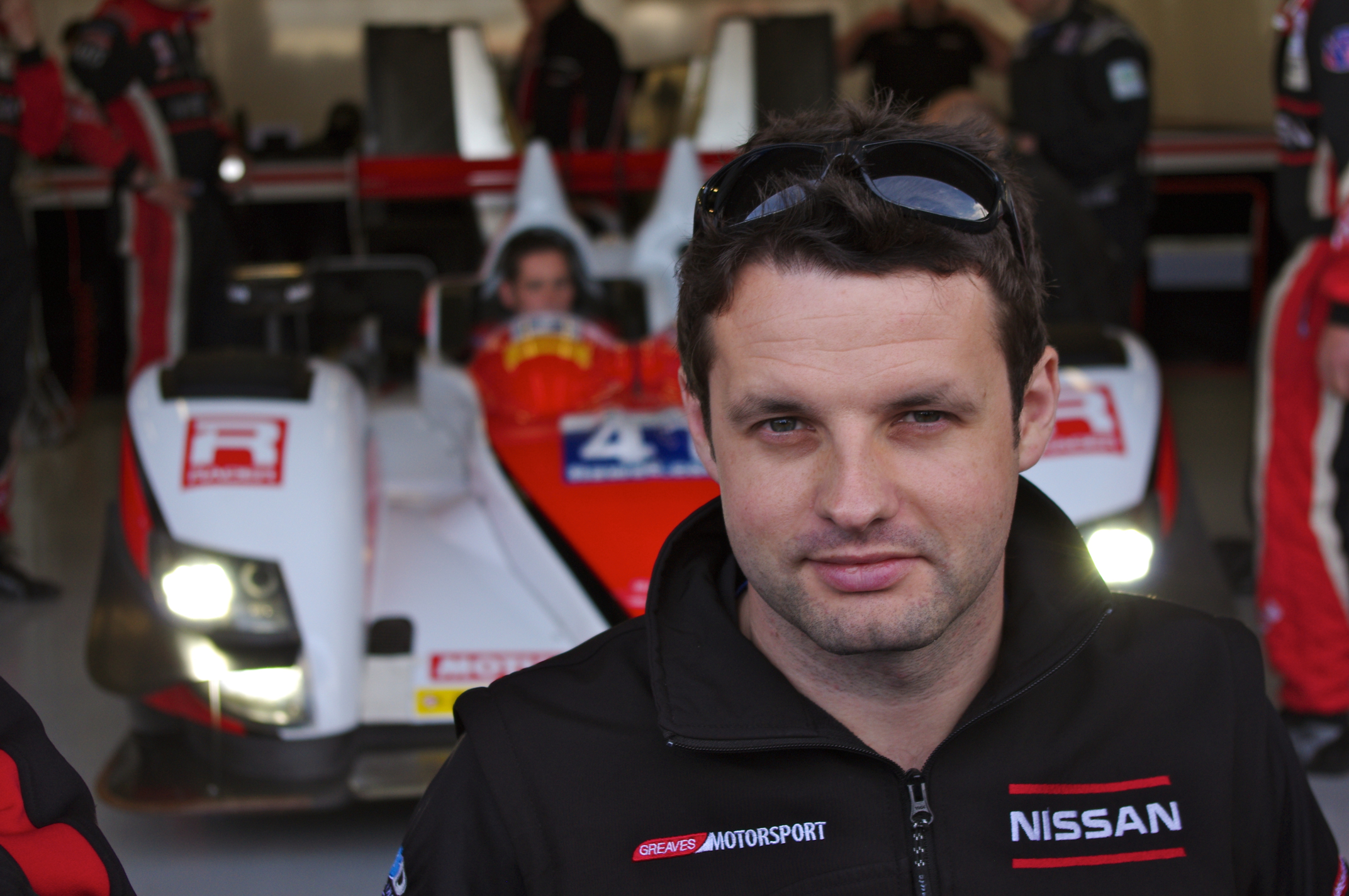
Tom Kimber-Smith 2013

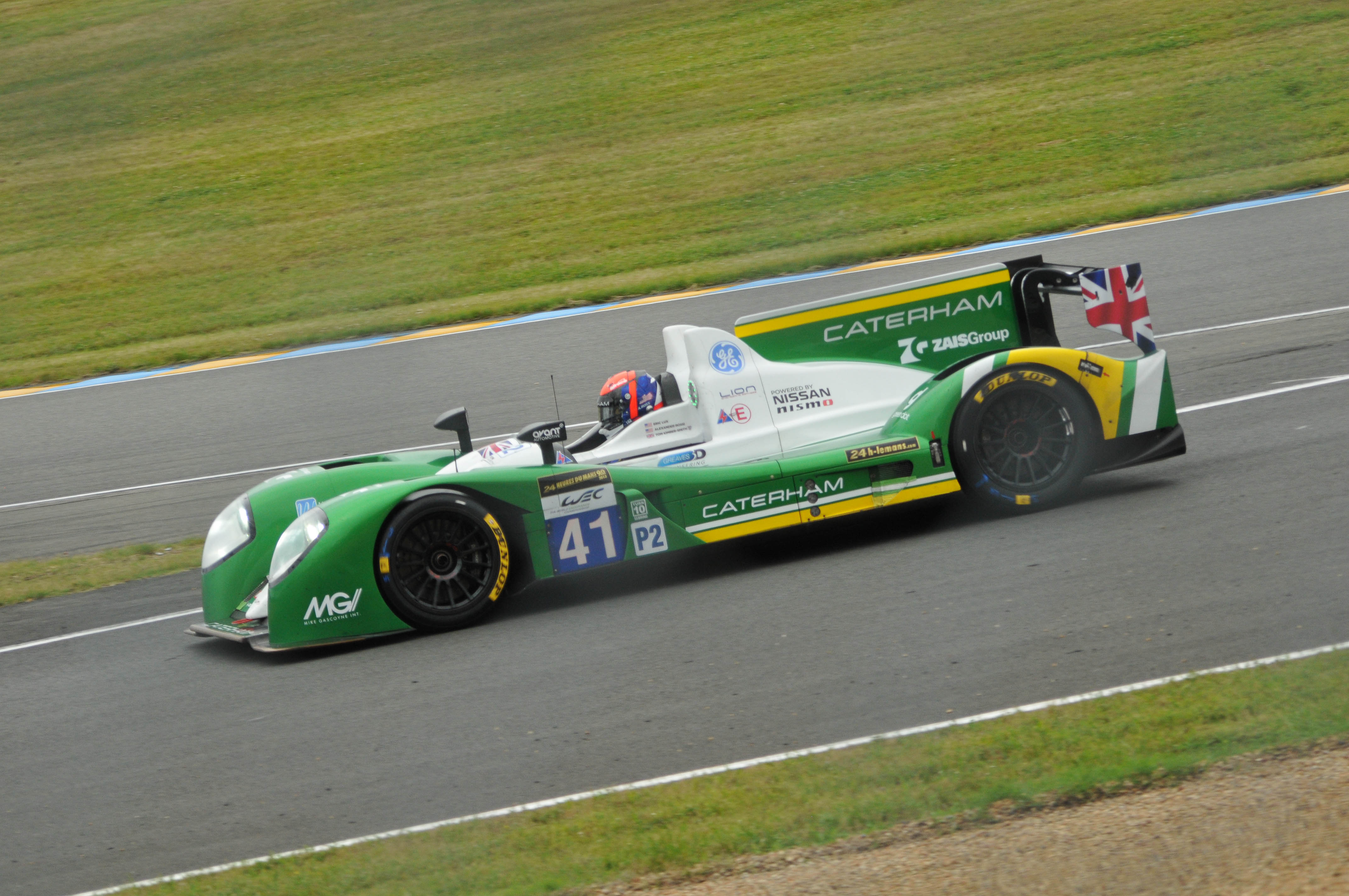
Der von Tom Kimber-Smith beim 24-Stunden-Rennen von Le Mans 2013 gefahrene Zytek Z11SN

Thomas „Tom“ Kimber-Smith (* 1. November 1984 in Ascot, England) ist ein ehemaliger britischer Autorennfahrer. Er startete 2012 in der European Le Mans Series (ELMS). Er erzielte 2006, 2011 und 2012 Klassensiege beim 24-Stunden-Rennen von Le Mans.

## Karriere
Kimber-Smith begann seine Motorsportkarriere 2000 in den T-Cars, deren Meisterschaft er in dieser Saison gewann. 2001 debütierte er im Formelsport und trat in der britischen Formel Ford an. Nachdem er 2001 den 31. Platz belegt hatte, erreichte er 2002 den sechsten Platz in der Fahrerwertung mit zwei Podest-Platzierung. In der anschließenden Winterserie der britischen Formel Ford wurde er Vizemeister hinter Alx Danielsson. 2003 gewann Kimber-Smith fünf Rennen der britischen Formel Ford und wurde Meister. Anschließend nahm er für das Team JLR an der Winterserie der britischen Formel Renault teil und erzielte den 15. Platz.
2004 wechselte Kimber-Smith in die Formel-3-Euroserie zum Team Kolles. Während sein Teamkollege Adrian Sutil mit neun Punkten 17. wurde, erreichte er mit zwei Plätzen den 20. Platz. 2005 kehrte Kimber-Smith zum Team JLR zurück und trat in der britischen Formel Renault an. Er wurde mit einer Podest-Platzierung Zwölfter der Fahrerwertung. Darüber hinaus nahm er an zwei Rennen der niederländischen Formel Renault teil.
2006 verließ Kimber-Smith den Formelsport und wechselte zu den GTs ins britische Team LNT. Er wurde in der GT2-Klasse Vizemeister der britischen GT-Meisterschaft. Darüber hinaus debütierte er in diesem Jahr beim 24-Stunden-Rennen von Le Mans. Zusammen mit Richard Dean und Lawrence Tomlinson gewann er die GT2-Klasse dieses Rennens. Darüber hinaus trat er zu einzelnen Rennen der Le Mans Series und American Le Mans Series (ALMS) an. 2007 absolvierte Kimber-Smith vier Rennen in der GT2-Klasse der Le Mans Series und zwei Rennen in dieser Kategorie in der ALMS. Beim 24-Stunden-Rennen von Le Mans schied er als Teilnehmer der GT2-Klasse aus. Mit dem Wechsel seines Teams LNT innerhalb der Saison in die Le-Mans-Prototypen-Kategorie LMP2 der Le Mans Series, debütierte Kimber-Smith auch bei den Sportprototypen. Außerdem war er als Gaststarter für LNT im GT4 Europacup aktiv.
2008 reduzierte LNT sein Engagement im Sportwagenbereich. Kimber-Smith musste sich daher kurzfristig nach einem neuen Fahrerplatz umsehen. Daher startete er lediglich bei einigen Rennen der Rolex Sports Car Series, in der er den 32. Platz in der DP-Klasse belegte, und zu einem Rennen der britischen GT-Meisterschaft in der GT4-Wertung. Nachdem er 2009 ohne Renneinsatz war, nahm er 2010 an einigen Rennen der spanischen GT-Meisterschaft teil.
2011 erhielt Kimber-Smith bei Greaves Motorsport ein Cockpit für die Le Mans Series. Karim Ojjeh war durchgängig sein Teamkollege, Gary Chalandon wurde während der Saison durch Olivier Lombard ersetzt. Kimber-Smith und Ojjeh gewannen zusammen mit Chalandon einmal und zusammen mit Lombard zweimal die LMP2-Wertung. Kimber-Smith und Ojjeh entschieden die LMP2-Wertung für sich. Darüber hinaus nahm er zusammen mit Ojjeh und Lombard am 24-Stunden-Rennen von Le Mans teil und gewann die LMP2-Klasse dieses Rennens. 2012 blieb Kimber-Smith bei Greaves Motorsport. Alex Brundle und Lucas Ordoñez wurden seine Teamkollegen. Nach dem ersten Rennen lagen die drei auf dem vierten Platz in der LMP2-Fahrerwertung, die ab dieser Saison die höchste Kategorie darstellt. Darüber hinaus trat er für Starworks Motorsport zusammen mit Ryan Dalziel und Vicente Potolicchio beim 24-Stunden-Rennen von Le Mans an. Das Engagement kam kurzfristig zustande, da Starworks-Stammpilot Stéphane Sarrazin für dieses Rennen zu Toyota gewechselt war. Das Trio erzielte den siebten Gesamtrang und gewann die LMP2-Klasse. Außerdem nahm er 2012 für CORE Autosport an einem Rennen der ALMS in der LMPC-Klasse teil.
Seit 2015 fährt er Sportwagenrennen in Nordamerika und war regelmäßiger Starter in der IMSA WeatherTech SportsCar Championship.

## Statistik

### Karrierestationen
| - 2000: T-Cars (Meister) - 2001: Britische Formel Ford (Platz 31) - 2002: Britische Formel Ford (Platz 6) - 2002: Britische Formel Ford, Winterserie (Platz 2) - 2003: Britische Formel Ford (Meister) - 2003: Britische Formel Renault, Winterserie (Platz 15) - 2004: Formel-3-Euroserie (Platz 20) - 2005: Britische Formel Renault (Platz 12) | - 2005: Niederländische Formel Renault (Platz 25) - 2006: Britische GT, GT2 (Platz 2) - 2006: Le Mans Series, LMGT2 (Platz 12) - 2006: ALMS, GT2 (Platz 24) - 2007: Le Mans Series, LMGT2 (Platz 19) - 2007: Le Mans Series, LMP2 (Platz 8) - 2007: ALMS, GT2 (Platz 28) - 2008: Rolex Sports Car Series, DP (Platz 32) | - 2008: Britische GT, GT4 - 2010: Spanische GT - 2011: Le Mans Series, LMP2 (Platz 1) - 2012: ELMS, LMP2 - 2012: ALMS, LMPC - 2012: WEC |

### Le-Mans-Ergebnisse
| Jahr | Team                 | Fahrzeug              | Teamkollege        | Teamkollege         | Platzierung             | Ausfallgrund    |
| ---- | -------------------- | --------------------- | ------------------ | ------------------- | ----------------------- | --------------- |
| 2006 | Team LNT             | Panoz Esperante GT-LM | Lawrence Tomlinson | Richard Dean        | Rang 15 und Klassensieg |                 |
| 2007 | Team LNT             | Panoz Esperante GT-LM | Tommy Milner       | Danny Watts         | Ausfall                 | Getriebeschaden |
| 2011 | Greaves Motorsport   | Zytek Z11SN           | Olivier Lombard    | Karim Ojjeh         | Rang 8 und Klassensieg  |                 |
| 2012 | Starworks Motorsport | HPD ARX-03b           | Ryan Dalziel       | Vicente Potolicchio | Rang 7 und Klassensieg  |                 |
| 2013 | Greaves Motorsport   | Zytek Z11SN           | Éric Lux           | Alexander Rossi     | Rang 24                 |                 |
| 2014 | Greaves Motorsport   | Zytek Z11SN           | Chris Dyson        | Matt McMurry        | Rang 23                 |                 |

### Sebring-Ergebnisse
| Jahr | Team                      | Fahrzeug              | Teamkollege        | Teamkollege     | Teamkollege  | Platzierung            | Ausfallgrund   |
| ---- | ------------------------- | --------------------- | ------------------ | --------------- | ------------ | ---------------------- | -------------- |
| 2006 | Team LNT                  | Panoz Esperante GT-LM | Lawrence Tomlinson | Richard Dean    |              | Rang 13                |                |
| 2007 | Panoz Team PTG            | Panoz Esperante GT-LM | Joey Hand          | Bill Auberlen   |              | Ausfall                | Leck im Öltank |
| 2013 | Greaves Motorsport        | Zytek Z11SN           | Éric Lux           | Christian Zugel |              | Rang 8                 |                |
| 2014 | 8 Star Motorsports        | Oreca FLM09           | Éric Lux           | Mike Marsal     | Sean Rayhall | Rang 37                |                |
| 2015 | PR1 Mathiasen Motorsports | Oreca FLM09           | Andrew Palmer      | Mike Guasch     |              | Rang 6 und Klassensieg |                |
| 2016 | PR1 Mathiasen Motorsports | Oreca FLM09           | José Gutiérrez     | Robert Alon     |              | Rang 9                 |                |
| 2017 | PR1 Mathiasen Motorsports | Ligier JS P217        | José Gutiérrez     | Mike Guasch     |              | Ausfall                | Defekt         |